# Salix excelsa
Espèce
Classification APG III (2009)
Salix excelsa est une espèce de plantes à fleurs de la famille des Salicaceae. C'est un arbre natif de l'ouest et du centre de l'Asie.

## Description
Salix excelsa est un saule atteignant 30 m de haut. Les rameaux sont glabres ou à peine couverts de pilosité, de couleur marron ou rougeâtre.
Les feuilles stipulées, lancéolées sont caduques et portent un pétiole de 2 à 4 mm de long. Glabres, elles sont vert pâle au début, elliptiques, de 5 à 8,5 cm de long, de 1,3 à 2 cm de large, resserrées à la base et à la pointe très acuminée. Les chatons mâles mesurent de 3 à 4,5 cm de long et les chatons femelles de 1,5 à 3 cm de long sur 0,5 cm de large, allant à 5 cm avec le fruit qui est une capsule de 5 à 7 mm de long.

## Distribution
L'arbre se rencontre au Pakistan au nord du Baloutchistan, en Gilgit, Kurram, ou au Cachemire, probablement tous les deux grâce à une introduction. On le trouve également en Afghanistan, au Turkménistan, en Russie, en Géorgie, en Chine (Kashgar), en Azerbaïdjan, au Kazakhstan, au Kirghizistan, au Tadjikistan, en Iran, en Irak, en Turquie, en Arménie, au Liban et en Syrie,.

## Taxonomie
Salix excelsa est décrit par Samuel Gottlieb Gmelin et publié dans « Reise durch Russland » (Voyage en Russie), 3: 308, en 1774, son épithète excelsa signifiant en latin (« haut »).
Salix excelsa a pour synonymes :
- Salix alba subsp. australior (Andersson) Poljak.
- Salix alba var. australior (Andersson) Poljakov
- Salix australior Andersson
- Salix euapiculata Nasarow
- Salix litvinovii Goerz
- Salix litvinovii Goerz ex Nasarow
- Salix litwinowii Goerz
- Salix oxica Dode
- Salix variifolia Freyn & Sint.